# Телетъбис
Телетъбис (на английски: Teletubbies) е британски сериал, носител на награда BAFTA. Дебютира на 31 март 1997 г.
Предаването е предназначено за деца в предучилищна възраст. Сериалът приключва на 16 февруари 2001 г., с общо 365 епизода. В оригиналната версия, разказвач е Тим Уитнъл. Програмата постига успех в Обединеното кралство и други страни. 
На 9 ноември 2015 г. започват новите епизоди.

## Историята
Имената на четирите телетъбита са Тинки-Уинки, Дипси, Ля-Ля и По. Всички те имат различен цвят на кожата, както и телевизори на коремите си и антени на главите с различна форма. Живеят в къща с голяма градина, и са заобиколени от всякакви машини-роботи, перископи, зайци и вълшебни въртележки. Любимите им храни са табикрем и табипитки, а любимата им напитка – табисок.
Всеки епизод се състои от четири части: в първата се свързват с някое дете по света, което им говори за заниманията си, като видеата се показват по два пъти. Във втората, виждаме какви са основните занимания на Телетъбис, като често те правят това, което по-рано децата от екраните им правят. В третата част, виждаме всякакви вълшебства (но в някои епизоди тази част липсва). В четвъртата част си казваме с Телетъбис, „Чао чао“.

## Персонажи

### Главни персонажи

#### Тинки-Уинки
Най-големият и най-старшият телетъбис. Има виолетов цвят и триъгълна антена на главата. Любимата вещ на Тинки-Уинки е червена вълшебна чанта. Изигран е през 1997-2001 г. от Дейв Томпсън (1-70 епизод) и Стивън Саймънс (71-365 епизод), а през 2015 г. от Джереми Крейг.

#### Дипси
Вторият телетъбис. Дипси има зелен цвят и прътообразна антена на главата. Обожава своята черно-бяла кожена шапка-цилиндър. Дипси е най-упоритият телетъбис. Изиграна е през 1997-2001 г. от Джон Симит, а през 2015 г. от Ник Келингтън.

#### Ля-ля
Третият телетъбис. Има жълт цвят и антена с формата на светкавица на главата. Любимата ѝ вещ е голяма, жълта топка. Ля-ля обича много да пее и да танцува. Изиграна е през 1997-2001 г. от Ники Смедли, а през 2015 г. от Ребека Хилънд.

#### По
Най-малкият и най-младшият от всички телетъбис. Има червен цвят антена, наподобяваща стик за издухване на сапунени балони. Любимата му вещ е скутер. По може да бъде много палав. Понякога може да обиди приятелите си, но това бързо се забравя. Изигран е през 1997-2001 г. от Пиу Фан Ли, а през 2015 г. от Ричард Бинарт.

### Второстепенни персонажи

#### Слънчо
Това е Слънцето в „Телетъбисленд“, което има бебешко лице. Появява се в началото и края на всеки епизод. Изигран е през 1997-2001 г. от Джесика Смит, а през 2015 г. от Бери Робъртс.

#### Ноо-Ноо
Икономката на Телетъбис, под формата на прахосмукачка.
Много е непослушна и често върши бели, след което телетъбисите казват „Спри, Ноо-Ноо“. Тя не говори, а издава звуци. Цветът ѝ през 1997-2001 г. е син, а през 2015 г. е оранжев. Озвучена е през 1997-2001 г. от Марк Дан, а през 2015 г. от Виктория Джейн.

#### Говорещите тръби
Това са няколко тръби, наподобяващи перископи, които се показват изпод земята.

#### Зайците
Зайците са кафяви същества, които живеят из целия „Телетъбисленд“.

#### Тидлитъбис
Тидлитъбис са бебешките версии на Телетъбис, създадени през 2015 г. Имената им са Пинг, Дугъл Дий, РуРу, Умби Пумби, Даа-Даа, Ми-Ми, Баа и Нин. Всички те са озвучени от Тереза Галахър.

## „Телетъбис“ в България
В България сериалът е излъчван в началото на 21 век по bTV и е дублиран на български. Ролите се озвучават от артистите Лина Шишкова, Иван Райков, Цанко Тасев и Радослав Рачев.
През 2020 г., сериалът е излъчен по SuperToons.